# Municipalidad de Ate (Metro de Lima y Callao)
Municipalidad de Ate es el nombre asignado a la vigesimoséptima estación de la futura Línea 2 del Metro de Lima en Perú. La estación será construida de manera subterránea en el distrito de Ate.
Actualmente, esta estación ya se encuentra casi culminada. Según el Consorcio de la Línea 2, se espera que se inaugure entre marzo o junio del 2024.
En 2019, se inició los desvíos del tránsito y los trabajos de construcción de la estación Municipalidad de Ate. En abril de 2024, se informó que las obras civiles de la estación se encuentra culminada y actualmente se encuentra en trabajos en la arquitectura y el equipamiento ferroviario.
En los exteriores, se encuentra el hospital “Emergencia Ate Vitarte”. También se encuentran los colegios “IEM Edelmira Del Pando” y el “Domingo Faustino Sarmiento ATE Vitarte”.
Está ubicada en la Carretera Central frente a la Plaza de Armas de Ate.